# 津川駅
津川駅（つがわえき）は、新潟県東蒲原郡阿賀町角島（つのしま）にある、東日本旅客鉄道（JR東日本）磐越西線の駅である。

## 歴史
旧・津川町の中心駅である。
磐越西線は、私鉄の岩越鉄道の手で建設が進められた。1904年（明治37年）までに、郡山駅から喜多方駅までを開通させるが、1906年（明治39年）の鉄道国有法成立を迎え、以降の建設は国有鉄道に引き継がれた。国有鉄道に引き継がれてからの建設は、新潟県側と福島県側の両方から進められ、馬下 - 津川間は1913年（大正2年）6月1日に開通した。
津川を含めた東蒲原郡は、江戸時代には会津藩領であった。阿賀野川が津川より上流の野尻付近まで舟運に適さないため、会津盆地からの荷物は野尻付近で陸揚げされて国道49号に近い経路で峠を越えると、津川で再び船に載せられて河口へ下る輸送が行われていた。このため津川は阿賀野川の河港として栄えた町であった。船着き場付近には会津藩の米倉、塩倉が建ち並び、明治維新後は東蒲原郡の郡役所が置かれるなど、地域の行政と経済の中心地であった。
岩越鉄道の建設に際して、当初は喜多方ではなく会津坂下町を通る構想があったことから、津川が会津若松と新津のほぼ中間となって、機関庫が設置されるなど鉄道の拠点となることを地元では期待していた。しかし実際は喜多方経由となり、機関庫は日出谷駅に設置されることになって、津川は鉄道の拠点からは外れた。
岩越線最後の区間となる、野沢 - 津川間は1909年（明治42年）から着工されていたが、鹿瀬 - 津川間の赤崎山と阿賀野川にはさまれた区間は地盤が非常に軟弱で、地面が次第に川に向かって移動していくような場所で、工事が大難航した。時間をかけて地盤から排水してようやく線路を敷設したが、以後も要警戒の区間であり、約450メートルにわたり常時速度制限がかけられている。1914年（大正3年）11月1日に野沢 - 津川間が開通して岩越線が全通した。
前述のように津川は舟運で栄えた町であったが、地元では鉄道が開通しても利用するのは金持ちか役人くらいであろうと見込んでおり、舟運と鉄道は共存すると考えていた。ところが全通するとたちまち需要は転移し、舟運は衰退して津川では多くの失業者を出すことになった。
昭和初期になると諏訪平や赤崎山などがスキー場としてにぎわうようになり、週末になると駅がスキー客で混雑するようになった。また隣の鹿瀬に昭和電工鹿瀬工場が進出すると、その通勤客が増加し、最盛期には1日4000人近い乗降客がいる状況であったが、これも鹿瀬工場の業務縮小により減少に転じた。1977年（昭和52年）4月8日には貨物営業を廃止、1985年（昭和60年）3月14日には荷物営業を廃止した。
2009年（平成21年）9月19日には新駅舎が竣工した。

### 年表
- 1913年（大正2年）6月1日[1]：鉄道院信越線支線・馬下駅 - 当駅間開業の際に開設[3]。
- 1914年（大正3年）11月1日：岩越線・野沢駅 - 当駅間が開通し、現在の磐越西線が全通[3]。同時に岩越線に編入[3]。
- 1917年（大正6年）10月10日：線名改称にともない、磐越西線の駅となる[13]。
- 1935年（昭和10年）11月：駅舎改築[11]。
- 1961年（昭和36年）7月1日：新潟支社が管理長制度を導入、当駅に磐越西線管理長を置く[14]。
- 1977年（昭和52年）4月8日：貨物営業廃止[12]。
- 1982年（昭和57年）8月：跨線橋使用開始[15]。
- 1985年（昭和60年）3月14日：荷物営業（チッキ）廃止[12]。
- 1987年（昭和62年）4月1日：国鉄分割民営化により、JR東日本 新潟支社の駅となる[12]。
- 1991年（平成3年）10月1日：みどりの窓口を開設[16]。
- 2009年（平成21年）9月19日：新駅舎が竣工[2]。
- 2013年（平成25年）11月23日：ホーム待合室を、SLばんえつ物語のキャラクター「オコジロウ」を模したデザイン（オコジロウの家）にリニューアル[17]。
- 2021年（令和3年）
  - 9月30日：みどりの窓口の営業を終了[18]。
  - 10月1日：終日無人化[4][5][6]。

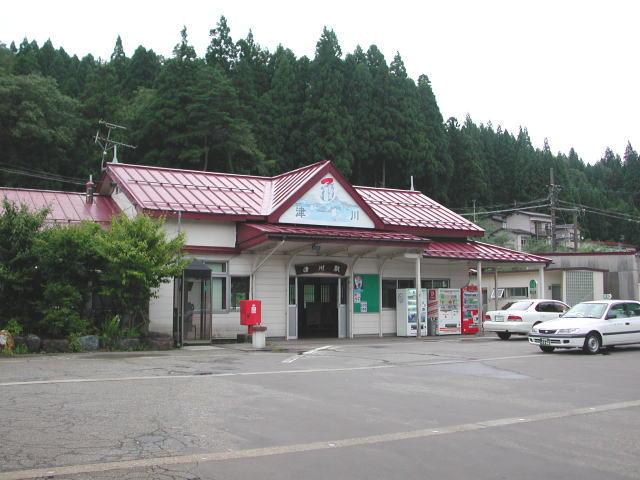
旧駅舎（2004年9月）
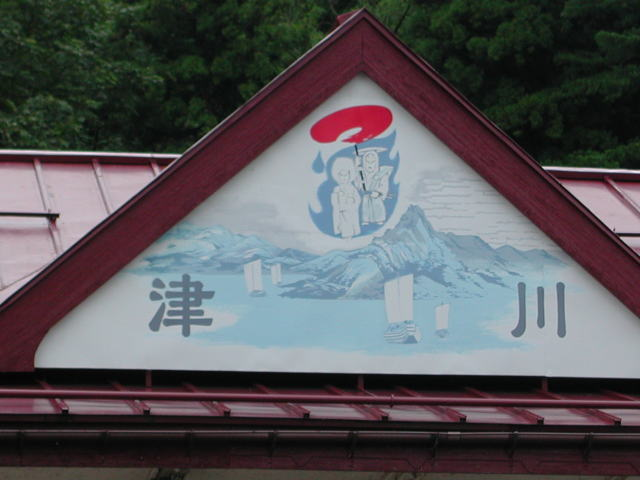
旧駅舎には「狐の嫁入り行列」のシンボルマークと、鉄道開通以前の足であった川舟が描かれていた。（2004年9月）

## 駅構造
新津駅が管理する無人駅で、島式ホームに1面2線を持つ地上駅である。2021年（令和3年）9月30日まではジェイアール新潟ビジネスが運営する業務委託駅で、みどりの窓口を置いていた。駅舎内には自動券売機、屋内待合室、トイレが設けられている。ホームと駅舎の間の連絡はかつて構内踏切であったが、跨線橋の設置とともに廃止された。また、駅の南側には保線車両を留置する側線がある。
ホームの南側に置かれた駅舎は2009年（平成21年）に全面改築されたもので、津川地域の旧市街をイメージした町屋風の建物である。
以前はキヨスクがあったが、改築前の2004年（平成16年）春に撤退している。

### のりば
| 番線 | 路線      | 方向 | 行先                 |
| ---- | --------- | ---- | -------------------- |
| 1・2 | ■磐越西線 | 下り | 新津方面             |
| 1・2 | ■磐越西線 | 上り | 喜多方・会津若松方面 |

付記事項
- 主に本線である1番線を使用する。
- 快速「SLばんえつ物語」は上下列車とも、機関車の給水作業のため15分程度停車する。
- 夜間滞泊が設定されている。

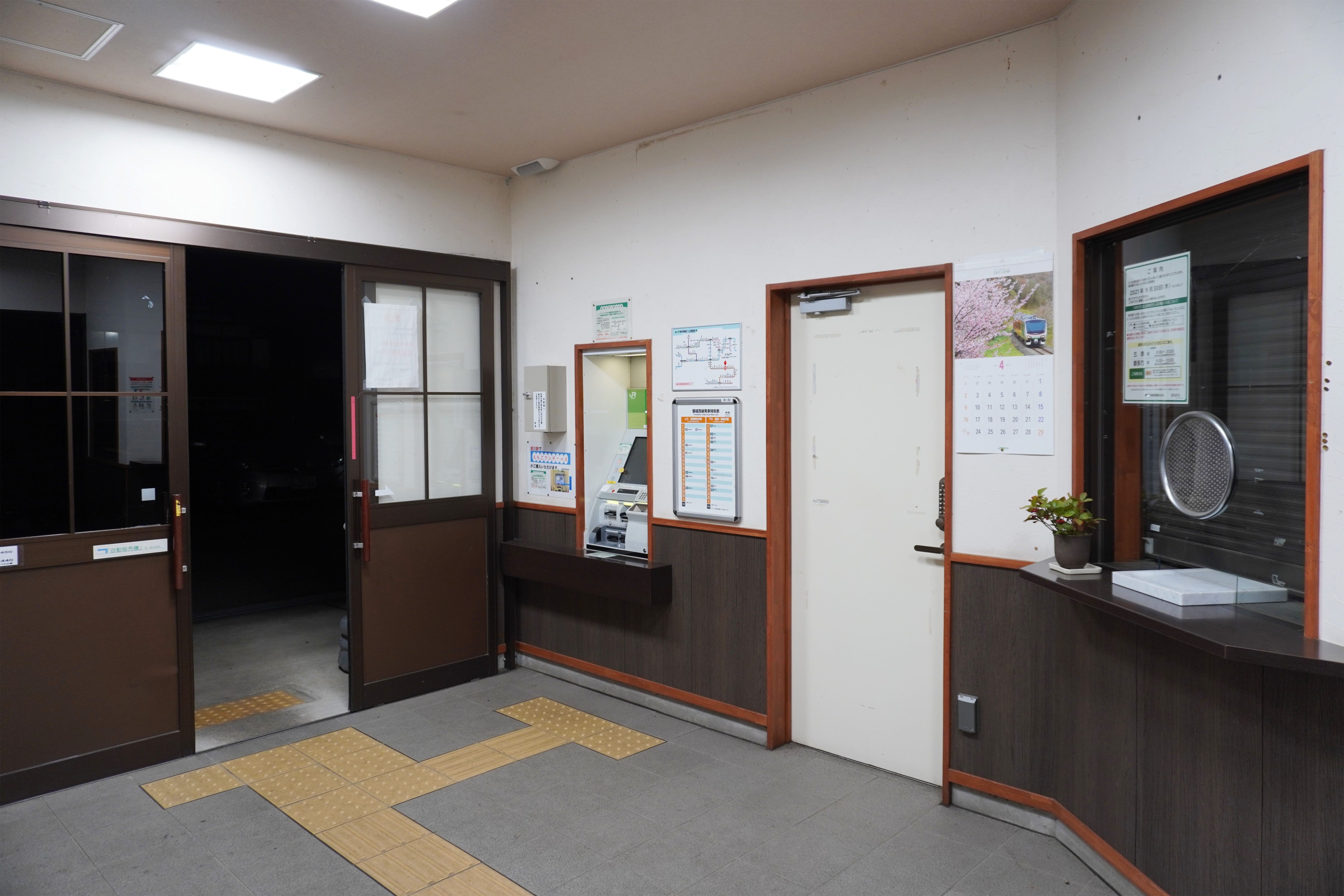
駅舎内（2023年4月）
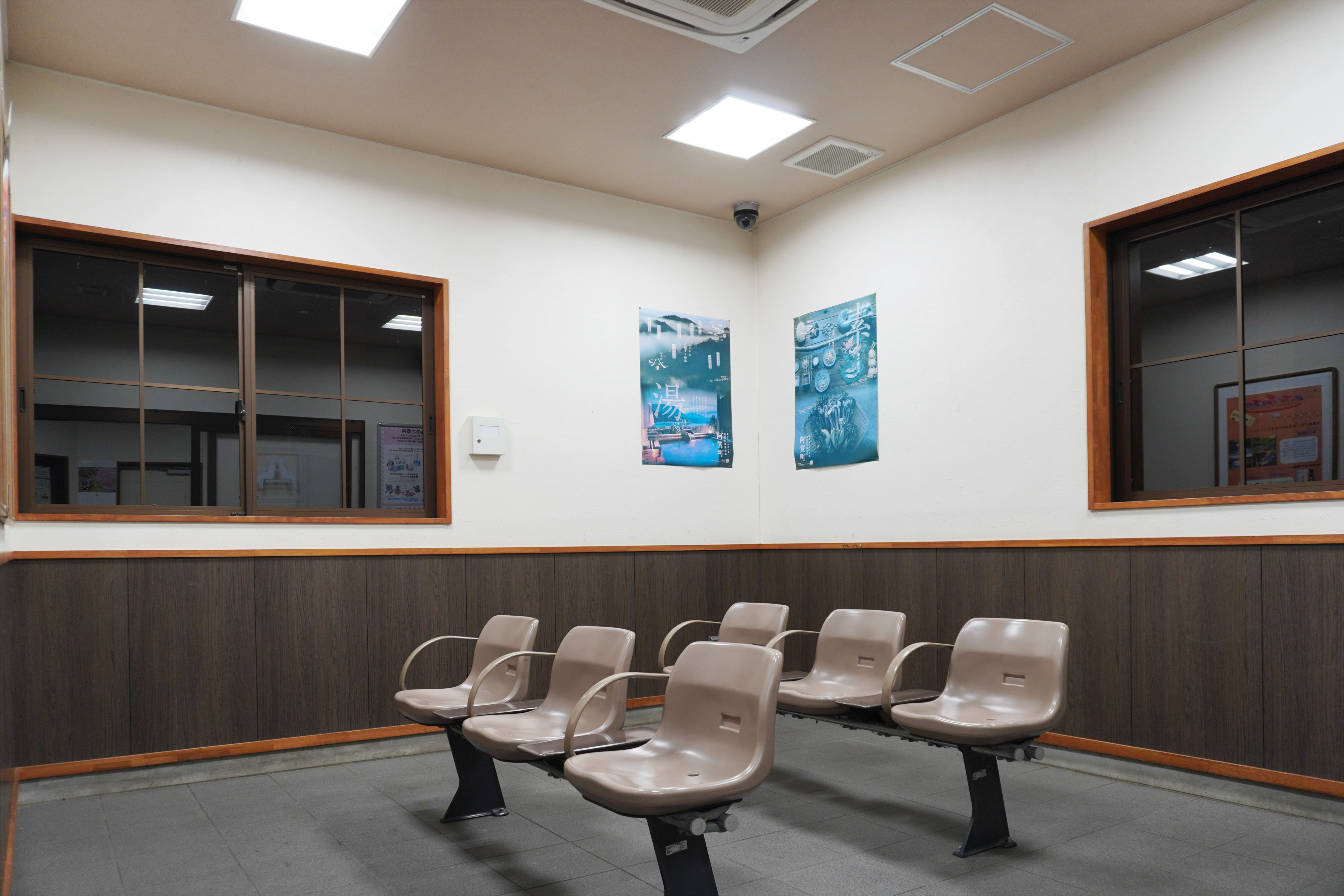
屋内待合室（2023年4月）
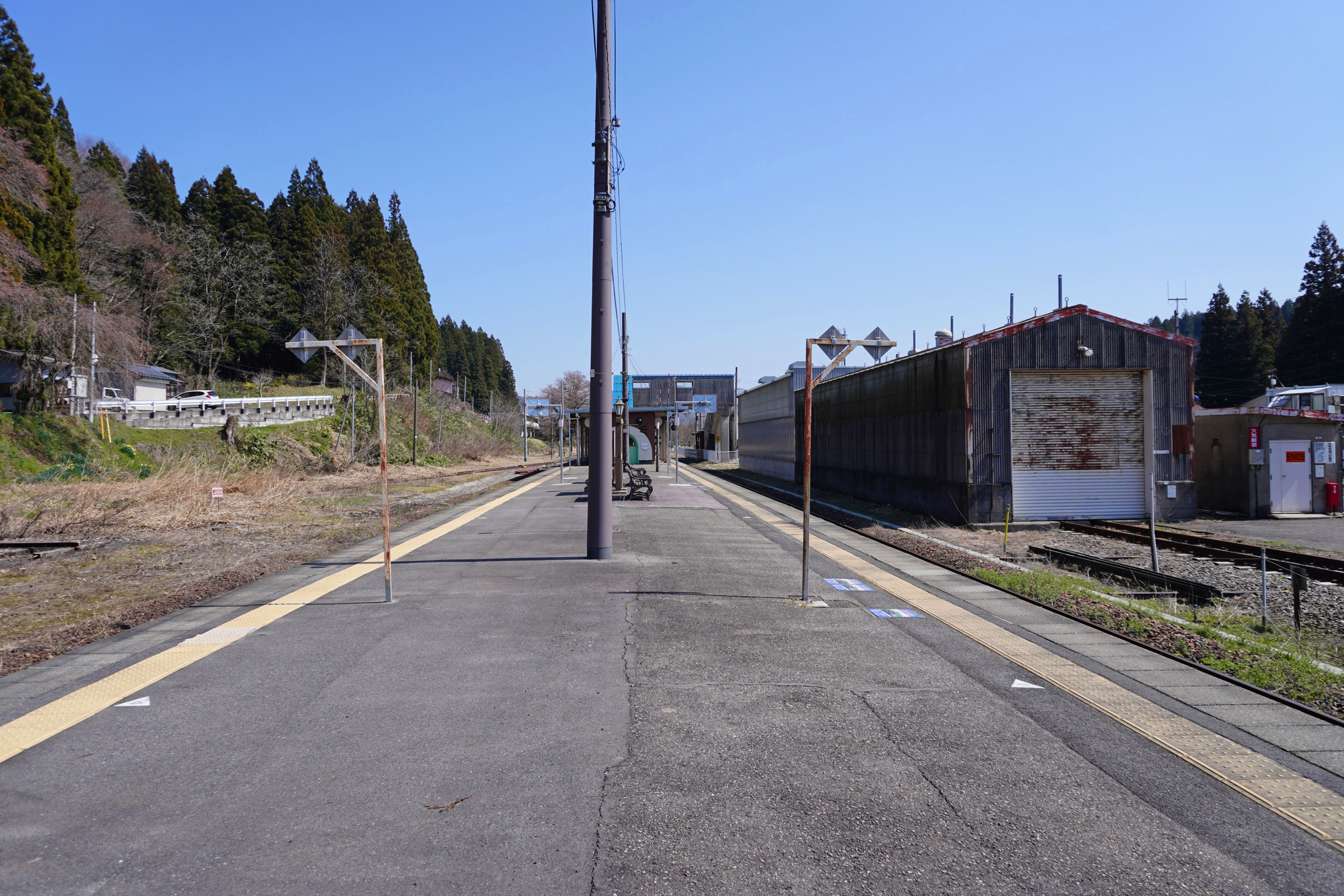
ホーム（2023年4月）

## 利用状況
JR東日本によると、2000年度（平成12年度）- 2020年度（令和2年度）の1日平均乗車人員の推移は以下のとおりであった。
| 1日平均乗車人員推移 | 1日平均乗車人員推移 | 1日平均乗車人員推移 | 1日平均乗車人員推移 | 1日平均乗車人員推移 |
| 年度                | 定期外              | 定期                | 合計                | 出典                |
| ------------------- | ------------------- | ------------------- | ------------------- | ------------------- |
| 2000年（平成12年）  |                     |                     | 247                 | [ 利用客数 1 ]      |
| 2001年（平成13年）  |                     |                     | 228                 | [ 利用客数 2 ]      |
| 2002年（平成14年）  |                     |                     | 209                 | [ 利用客数 3 ]      |
| 2003年（平成15年）  |                     |                     | 212                 | [ 利用客数 4 ]      |
| 2004年（平成16年）  |                     |                     | 213                 | [ 利用客数 5 ]      |
| 2005年（平成17年）  |                     |                     | 222                 | [ 利用客数 6 ]      |
| 2006年（平成18年）  |                     |                     | 216                 | [ 利用客数 7 ]      |
| 2007年（平成19年）  |                     |                     | 213                 | [ 利用客数 8 ]      |
| 2008年（平成20年）  |                     |                     | 202                 | [ 利用客数 9 ]      |
| 2009年（平成21年）  |                     |                     | 207                 | [ 利用客数 10 ]     |
| 2010年（平成22年）  |                     |                     | 186                 | [ 利用客数 11 ]     |
| 2011年（平成23年）  |                     |                     | 157                 | [ 利用客数 12 ]     |
| 2012年（平成24年）  | 56                  | 114                 | 171                 | [ 利用客数 13 ]     |
| 2013年（平成25年）  | 56                  | 102                 | 158                 | [ 利用客数 14 ]     |
| 2014年（平成26年）  | 51                  | 110                 | 161                 | [ 利用客数 15 ]     |
| 2015年（平成27年）  | 49                  | 125                 | 174                 | [ 利用客数 16 ]     |
| 2016年（平成28年）  | 49                  | 121                 | 171                 | [ 利用客数 17 ]     |
| 2017年（平成29年）  | 46                  | 129                 | 175                 | [ 利用客数 18 ]     |
| 2018年（平成30年）  | 41                  | 120                 | 162                 | [ 利用客数 19 ]     |
| 2019年（令和元年）  | 37                  | 106                 | 143                 | [ 利用客数 20 ]     |
| 2020年（令和02年）  | 20                  | 90                  | 111                 | [ 利用客数 21 ]     |

## 駅周辺
駅は阿賀野川の右岸に位置するが、津川の町場の中心地は左岸側に位置しているため、駅近くの麒麟橋を渡って徒歩20分程度かかる。
周辺には山が迫ってきている。この辺りはかつて林業が盛んであったために一帯の山々もスギを中心とした針葉樹がよく目立つ。
- 阿賀野川
- 麒麟橋

左岸側
- 国道49号（若松街道）
  - 津川バイパス
- 国道459号
- 阿賀町役場（旧・津川町役場）
- 県立津川病院
- 津川警察署
- 阿賀町文化福祉センター
- 阿賀町立津川小学校
- 阿賀町立津川中学校
- 新潟県立阿賀黎明中学校・高等学校
- 津川郵便局
- 第四北越銀行津川支店
- 津川温泉
- 磐越自動車道 津川インターチェンジ

## バス路線

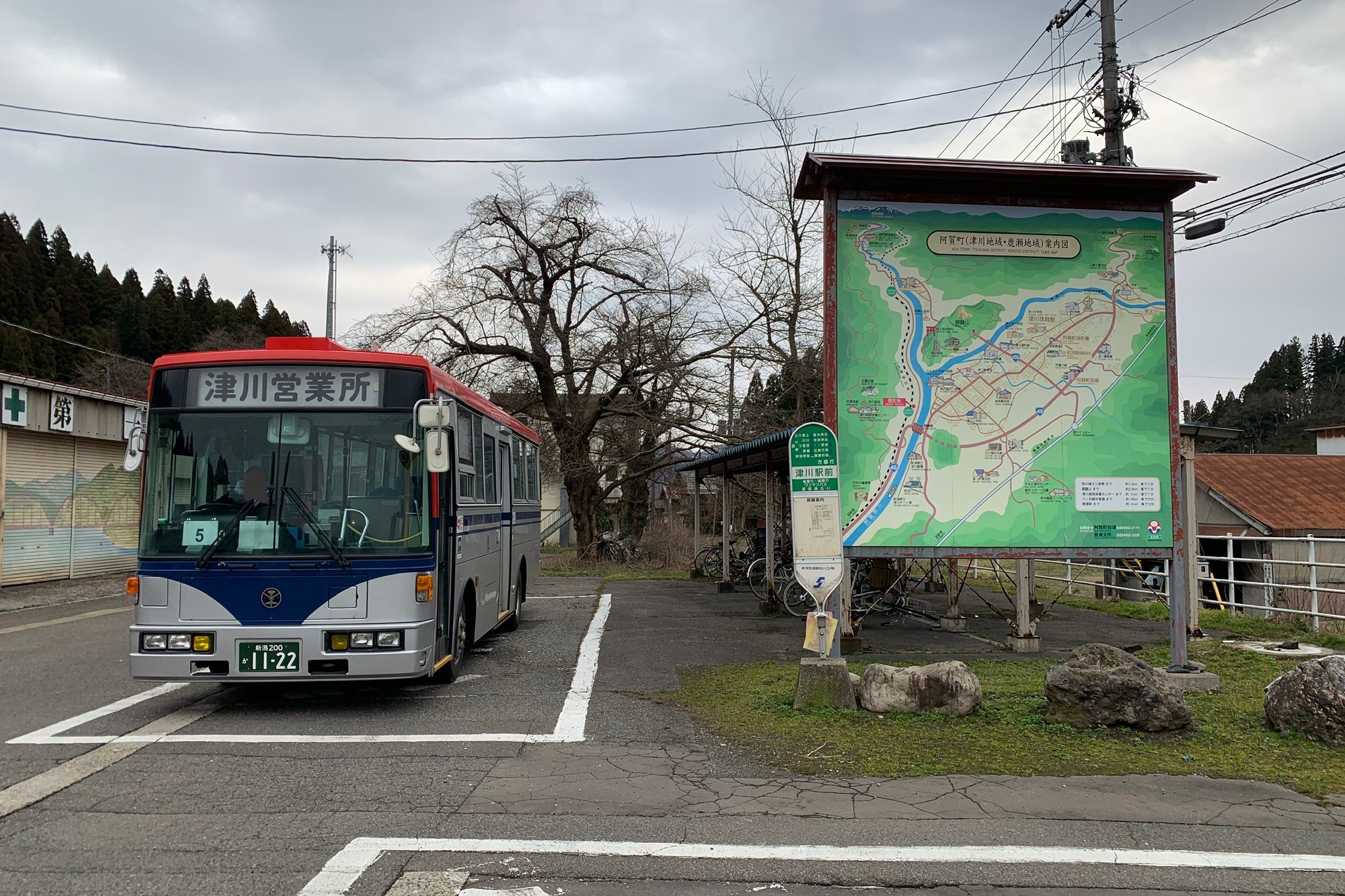
「津川駅前」バス停（2020年3月）

最寄りの停留所は駅前の「津川駅前」バス停になる。2025年（令和7年）4月1日現在、鹿瀬コミュニティバスにより、豊実・日出谷方面へと向かう路線が発着する。
かつては、新潟交通観光バスにより、集落（室谷・西・三川）、県立津川病院、日出谷駅へ向かう路線が運転されていたが、2025年（令和7年）3月31日をもって運行を終了した。

## 隣の駅
東日本旅客鉄道（JR東日本）
■磐越西線
- 臨時快速「SLばんえつ物語」停車駅

■普通
鹿瀬駅 - 津川駅 - 三川駅

### 記事本文
1. 1 2 3 4  “駅の情報（津川駅）：JR東日本”.   東日本旅客鉄道. 2025年4月17日閲覧。
2. 1 2 3 4 5  『週刊JR全駅・全車両基地』第50号、朝日新聞出版、2013年8月4日、25頁、2014年10月25日閲覧。
3. 1 2 3 4  歴史でめぐる鉄道全路線 国鉄・JR 6号、14頁
4. 1 2  “広報あが2021年9月号 > JR津川駅の案内業務終了のお知らせ” (PDF).   阿賀町役場まちづくり観光課まちづくり係. p. 15 (2021年9月15日). 2021年9月22日時点のオリジナルよりアーカイブ。2021年9月22日閲覧。
5. 1 2  “令和3年9月7日開議 令和3年阿賀町議会9月定例会議 行政報告” (PDF).   阿賀町. p. 3. 2021年9月7日時点のオリジナルよりアーカイブ。2021年9月22日閲覧。
6. 1 2 3  「津川駅 10月1日から無人化 阿賀町内の窓口ゼロに」『新潟日報』新潟日報社、2021年9月29日。オリジナルの2021年10月1日時点におけるアーカイブ。2021年10月1日閲覧。
7. 1 2  『津川町史』pp.144 - 145
8. ↑  「日出谷・鹿瀬・津川の3駅史」p.83
9. 1 2  『越後の停車場』p.243
10. ↑  『越後の停車場』pp.243 - 244
11. 1 2 3  『越後の停車場』p.244
12. 1 2 3 4  『停車場変遷大事典 国鉄・JR編』第2巻 p.519
13. ↑  歴史でめぐる鉄道全路線 国鉄・JR 6号、15頁
14. ↑  『津川駅に管理長　磐越西線　列車二本を新設』昭和36年7月2日読売新聞新潟読売B
15. ↑  新潟日報昭和57年7月22日下越版
16. ↑  日本経済新聞　平成3年9月29日地方経済面新潟
17. ↑  「JR津川駅 待合室“変身”かわいい!「オコジロウの家」完成」『新潟日報』新潟日報社、2013年11月24日、朝刊、22面。
18. ↑  “駅の情報（津川駅）：JR東日本”.   東日本旅客鉄道. 2021年9月22日時点のオリジナルよりアーカイブ。2021年9月22日閲覧。
19. 1 2  “JR東日本：駅構内図・バリアフリー情報（津川駅）”.   東日本旅客鉄道. 2025年4月17日閲覧。
20. ↑  “鹿瀬コミュニティバス時刻表” (PDF). 町内バス時刻表／阿賀町.   阿賀町. 2025年4月17日閲覧。
21. ↑  “津川エリア”.   新潟交通観光バス. 2023年4月10日時点のオリジナルよりアーカイブ。2025年4月17日閲覧。
22. ↑  “運行終了のお知らせ” (PDF).   新潟交通観光バス. 2025年4月17日閲覧。

### 利用状況
1. ↑  “各駅の乗車人員（2000年度）”.   東日本旅客鉄道. 2019年2月24日閲覧。
2. ↑  “各駅の乗車人員（2001年度）”.   東日本旅客鉄道. 2019年2月24日閲覧。
3. ↑  “各駅の乗車人員（2002年度）”.   東日本旅客鉄道. 2019年2月24日閲覧。
4. ↑  “各駅の乗車人員（2003年度）”.   東日本旅客鉄道. 2019年2月24日閲覧。
5. ↑  “各駅の乗車人員（2004年度）”.   東日本旅客鉄道. 2019年2月24日閲覧。
6. ↑  “各駅の乗車人員（2005年度）”.   東日本旅客鉄道. 2019年2月24日閲覧。
7. ↑  “各駅の乗車人員（2006年度）”.   東日本旅客鉄道. 2019年2月24日閲覧。
8. ↑  “各駅の乗車人員（2007年度）”.   東日本旅客鉄道. 2019年2月24日閲覧。
9. ↑  “各駅の乗車人員（2008年度）”.   東日本旅客鉄道. 2019年2月24日閲覧。
10. ↑  “各駅の乗車人員（2009年度）”.   東日本旅客鉄道. 2019年2月24日閲覧。
11. ↑  “各駅の乗車人員（2010年度）”.   東日本旅客鉄道. 2019年2月24日閲覧。
12. ↑  “各駅の乗車人員（2011年度）”.   東日本旅客鉄道. 2019年2月24日閲覧。
13. ↑  “各駅の乗車人員（2012年度）”.   東日本旅客鉄道. 2019年2月24日閲覧。
14. ↑  “各駅の乗車人員（2013年度）”.   東日本旅客鉄道. 2019年2月24日閲覧。
15. ↑  “各駅の乗車人員（2014年度）”.   東日本旅客鉄道. 2019年2月24日閲覧。
16. ↑  “各駅の乗車人員（2015年度）”.   東日本旅客鉄道. 2019年2月24日閲覧。
17. ↑  “各駅の乗車人員（2016年度）”.   東日本旅客鉄道. 2019年2月24日閲覧。
18. ↑  “各駅の乗車人員（2017年度）”.   東日本旅客鉄道. 2019年2月24日閲覧。
19. ↑  “各駅の乗車人員（2018年度）”.   東日本旅客鉄道. 2019年7月21日閲覧。
20. ↑  “各駅の乗車人員（2019年度）”.   東日本旅客鉄道. 2020年7月13日閲覧。
21. ↑  “各駅の乗車人員（2020年度）”.   東日本旅客鉄道. 2021年7月26日閲覧。